# Attention aux enfants ! Les orphelins de la Shoah de Montmorency

Attention aux enfants ! Les orphelins de la Shoah de Montmorency est un documentaire réalisé par José Ainouz en 2010.

## Sujet
Des orphelins de la Shoah, ayant vécu à  Montmorency (Val-d'Oise), entre 1938 et 1940 ou entre 1945 et 1960, témoignent, 60 ans après la fin de la Seconde Guerre mondiale. Ils ont vécu dans la maison Helvetia, une ancienne maison de convalescence, rue des Carrières, ou au Renouveau,,.